# Leli, De l'amistat
Leli, de l'amistat (en llatí: Laelius de amicitia) és un tractat filosòfic de l'escriptor, filòsof, orador i polític romà Marc Tul·li Ciceró, un dels autors més importants de literatura llatina clàssica. El tractat De amicitia data del 44 aC i ha estat traduïda a diversos idiomes, entre els quals l'anglès, l'italià, el català o el castellà.

## Context
L'obra, que és de les darreres escrites per Ciceró, va ser escrita el 44 aC. Havia passat l'any 45 aC, i els primers mesos de l'any 44 aC en retir, i gairebé exclòs de la política, durant la dictadura de Juli Cèsar. La mort de Juli Cèsar el va dur a voltar per les seves vil·les d'Itàlia, i fins i tot, es plantejà viatjar a Grècia. Va embarcar al port de Siracusa. Al cap de poc tornà a Roma, on va enfrontar-se amb Marc Antoni, la qual cosa el portà a escriure les Filípiques. Es considera que De amicitia i les Filípiques són escrites amb un lapse de temps molt curt entre l'una i l'altra, tot i que està força discutit.

## Estructura
§§ 1-5 Pròleg de Ciceró. Aquest pròleg es pot dividir en dues parts: la primera, §§ 1-3, que explica que Ciceró ha escoltat la conversa que exposarà en el seu diàleg; la segona §§ 4-5, exposa el motiu que té Ciceró per escriure aquest diàleg. Aquest model, el diàleg, parteix de precedents grecs i d'una tradició oral de lligar personatges destacats dels temps passats amb els de l'autor.
§§ 6-16 Conversa introductòria entre Leli, Escevola i Estrabó, on Leli parla de la mort d'Escipió Africà i presenta el tema de l'obra. Aquesta conversa introductòria s'inicia de manera inusual però realista, enmig d'una conversa que fa etona que a començat, és a dir, que els personatges ja porten estona parlant entre ells.
§§ 17-24 Primer discurs de Leli, on fa un encomi de l'amistat.
§§ 25 Interludi
§§ 26-32 Segon discurs de Leli, defineix el concepte de l'amistat. Leli parla de l'origen de l'amistat, així com de l'origen de la societat i de l'associació política, i les implicacions morals. En aquests passatges s'hi veu reflectida la visió grega de l'amistat, per exemple la feblesa de l'individu descrit a Lisis 214e - 215c que és igual a la visió de l'amor a El convit o Simposi 201d - 204e.
§§ 32 Interludi
§§ 33-104 Tercer discurs de Leli, amplia el que ha explicat en el segon discurs. Presenta alguns problemes d'interpretació. Aquest discurs es pot dividir en cinc parts: la primera part, §§ 33-44, on exposa les dificultats de mantenir l'amistat i es discuteix sobre la preferència de la lleialtat a l'amic o al país; la segona part, §§ 45-61, l'autor refuta les nombroses doctrines gregues sobre l'amistat; en la tercera, §§ 62-88, es donen uns consells sobre la formació i el manteniment de l'amistat; la quarta, §§ 88-100, es dona un consell i una crítica a l'amistat, distingir el veritable amic de l'adulador; la cinquena i última part, §§ 100-104, fa una conclusió referida a tots els arguments exposats al llarg del diàleg.

## Tema, contingut i estil
El tema central del tractat és l'amistat. Aquest tractat en forma de diàleg presenta la visió de l'amistat per als romans, i Ciceró recorre a l'amistat que hi havia entre Leli i Escipió l'Africà per exemplificar-ho.
Pel que fa a l'estil, es pot observar que Ciceró utilitza el personatge de Leli, representant-lo com un personatge clarament romà tot i que els arguments de la seva exposició són d'origen grec, per tal de reflectir la seva pròpia concepció de l'amistat si bé aporta un rerefons realista pel que fa a l'amistat de Leli i Escipió, és a dir, Leli es mostra com Ciceró quan pronunciava els seus discursos en públic; l'autor fa al·lusions a la història de Roma i, a més, recorre a terminologia legal i idees del món romà. Els discursos dels personatges participants presenten una certa informalitat, tot i que Leli estigui dotat d'una elevada retòrica, i a més es fa ús d'un llatí una mica desfasat, com es pot observar en d'altres diàlegs de Ciceró situats al segle ii aC. També hi veiem l'ús de proverbis i dites i gran varietat d'imatges. Trobem estructures simètriques pel que fa a les frases i clàusules rítmiques cultivades. L'obra presenta un paral·lelisme amb l'obra del mateix autor Cató el Vell, De la vellesa (en llatí: Cato Maior de senectute), amb la diferència del tractament dels personatges: d'una banda, Leli parla amb un to modest, reticent, fluid i periòdic; de l'altra, Cató parla de manera taxativa i ex cathedra; a Cató el compara amb Sòcrates, qüestió de saviesa. A diferència de tractats més tècnics, en aquest diàleg no es fa esment dels corrents filosòfics d'on s'extreuen els arguments, i evita deixar caure tecnicismes, ja que un romà no ha d'entrar gaire a fons en temes filosòfics, ja que eren un poble de pensament eminentment pràctic.
A més a més, l'autor evita al màxim l'ús d'hel·lenismes, reivindicant les qualitats romanes. per això, crea una serie de llatinismes ex nouo equivalents a la paraula grega: redemare = ἀντιφιλεῖν (correspondre a l'amor de); consentiens = συμπαθής (que sent el mateix); conuenientia rerum = Όμολογία (concordança de les coses). També per allunyar-se del model grec, contraposa la virtut pràctica amb l'ideal de saviesa estoic.
Per tractar la qüestió dels aduladors, Ciceró recorre als autors de la comèdia llatina: Terenci citat dos cops §§ 85 i 93; Cecili Staci un cop §§ 99, Pacuvi un cop §§ 24, i Enni citat també dues vegades §§ 22 i 64.